# Chiesa di San Gregorio al Celio
La chiesa dei Santi Andrea e Gregorio al Monte Celio, o anche San Gregorio Magno al Celio, è un luogo di culto cattolico del centro storico di Roma. Si trova sul Celio, di fronte al Palatino ed accanto al Circo Massimo.

## Storia

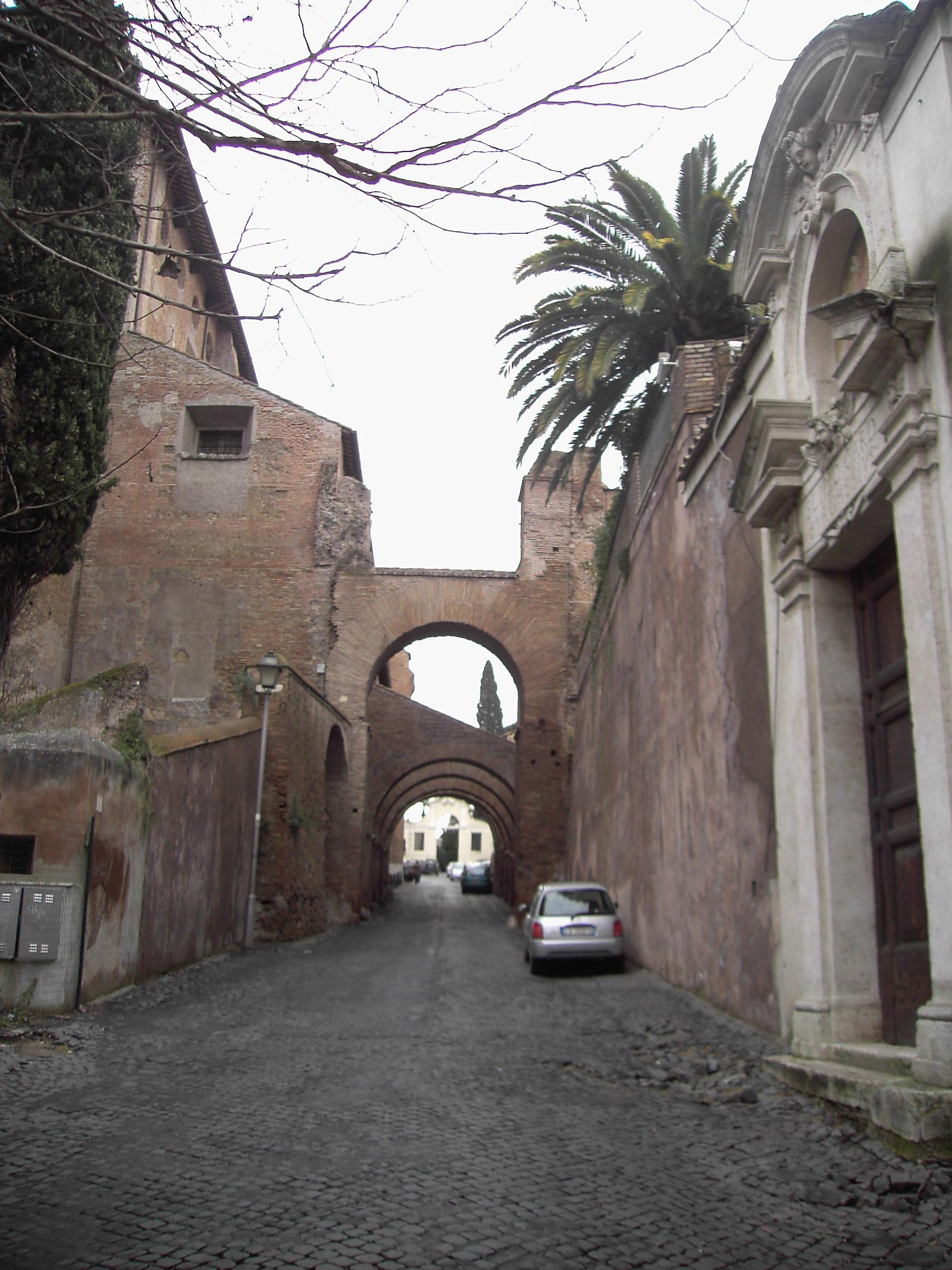
Il clivus Scauri al Celio: a sinistra la basilica dei Santi Giovanni e Paolo al Celio, a destra le mura e l'ingresso della Biblioteca di Agapito

In epoca imperiale l'area era intensamente urbanizzata e percorsa da diverse strade. Il clivus Scauri, che ne era l'asse principale, era tagliato dal Vicus Trium Ararum; lungo questo percorso si aprivano tabernae, i cui resti sono sotto l'attuale oratorio di Santa Barbara (ed è curioso che le tre are antiche siano state sostituite nei secoli da tre oratori).
Nel tempo la zona, inizialmente popolare e caratterizzata da insulae con botteghe al pianterreno, fu trasformata in quartiere residenziale alla fine del III secolo con la costruzione di domus signorili al posto delle precedenti insulae.
In queste case degli Anici cominciarono ad essere fondati già dagli inizi del IV secolo luoghi privati di culto cristiano, finché sopra di essi venne fondata la basilica dei Santi Giovanni e Paolo, sotto la quale è ancora visibile la parte meglio conservata degli antichi edifici.
Nel VI secolo papa Gregorio I, di famiglia anicia, costruì dall'altra parte del Clivus un monastero, in cui visse a lungo, e nel 575 una piccola chiesa dedicata a sant'Andrea, da cui il nome "Monastero di Sant'Andrea". Dopo la morte di Gregorio I il monastero fu abbandonato. Papa Gregorio II (715-731) fece ripristinare il monastero e costruire l'edificio attuale.
Fu in questa chiesa che la mattina del 14 febbraio 1130 si riunì, sotto la guida del cardinale e cancelliere Aymery de la Châtre, la commissione cardinalizia incaricata dal Sacro Collegio di scegliere il successore di papa Onorio II, deceduto la notte precedente. Nella mattinata stessa i cardinali ivi convocati elessero al Soglio Pontificio il cardinale Gregorio Papareschi che prese il nome di Innocenzo II.
Nel 1633 il cardinale Scipione Caffarelli-Borghese fece costruire il portico e la facciata su progetto di Giovanni Battista Soria.
Nel 1725 la chiesa fu nuovamente restaurata in base ai progetti di Giuseppe Antonio Soratini e di Francesco Ferrari. Un altro restauro fu effettuato nel 1830 a spese del cardinale Giacinto Zurla.
Durante la seconda guerra mondiale nell'adiacente monastero camaldolese furono reclusi dai nazifascisti alcuni importanti personaggi della vita pubblica presenti a Roma, tra cui il senatore Alberto Bergamini e Roberto Suster, protagonisti di una celebre evasione il 28 gennaio 1944.
Il 10 marzo 2012, memoria del transito di papa Gregorio I, sono stati celebrati nella chiesa da papa Benedetto XVI i Primi Vespri in occasione del millenario della fondazione della casa madre della Congregazione Camaldolese. Ai vespri ha partecipato Rowan Williams, Arcivescovo di Canterbury.

## Descrizione

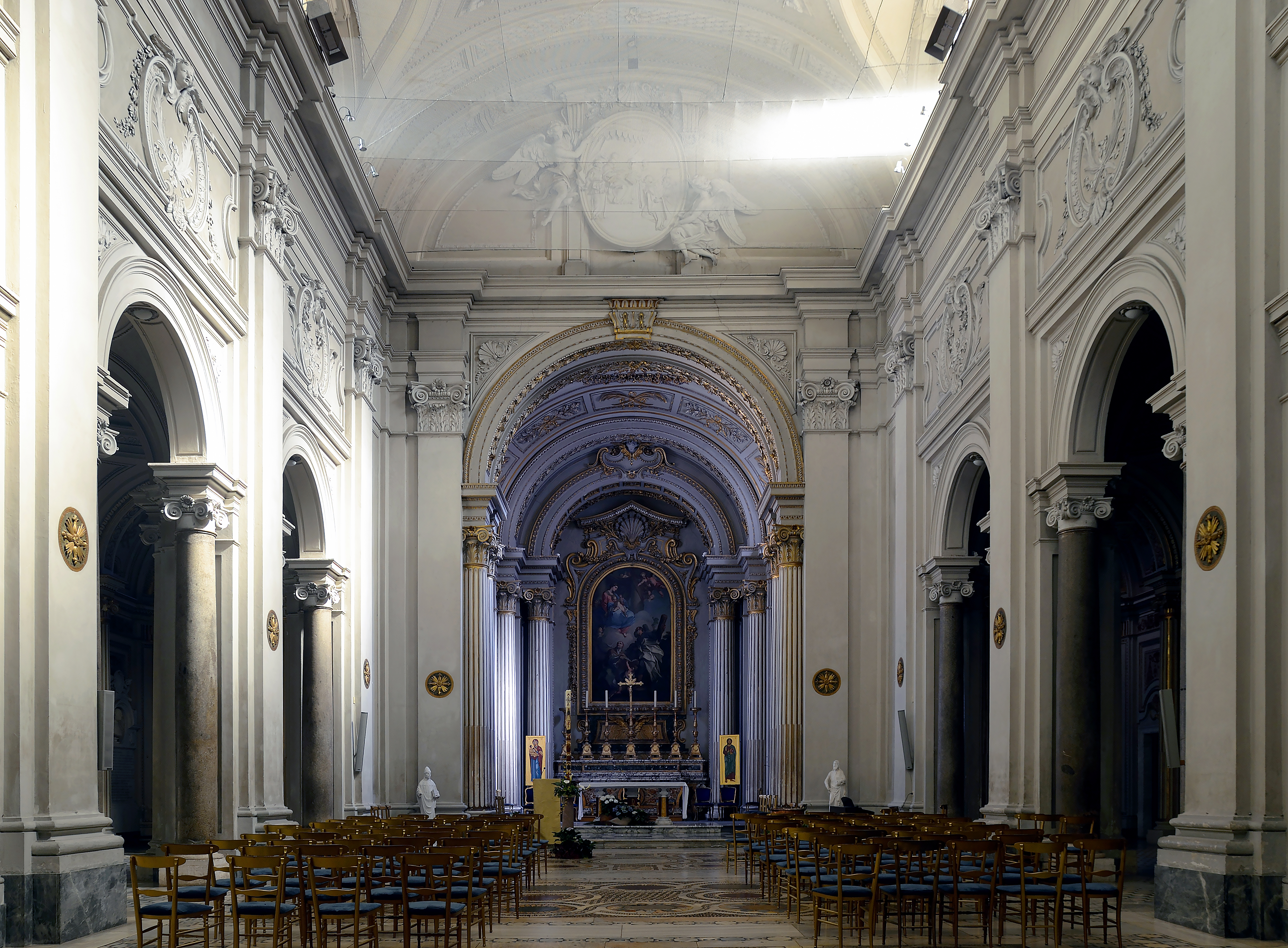
L'interno

La chiesa è parte di un più vasto complesso chiesa-convento. 

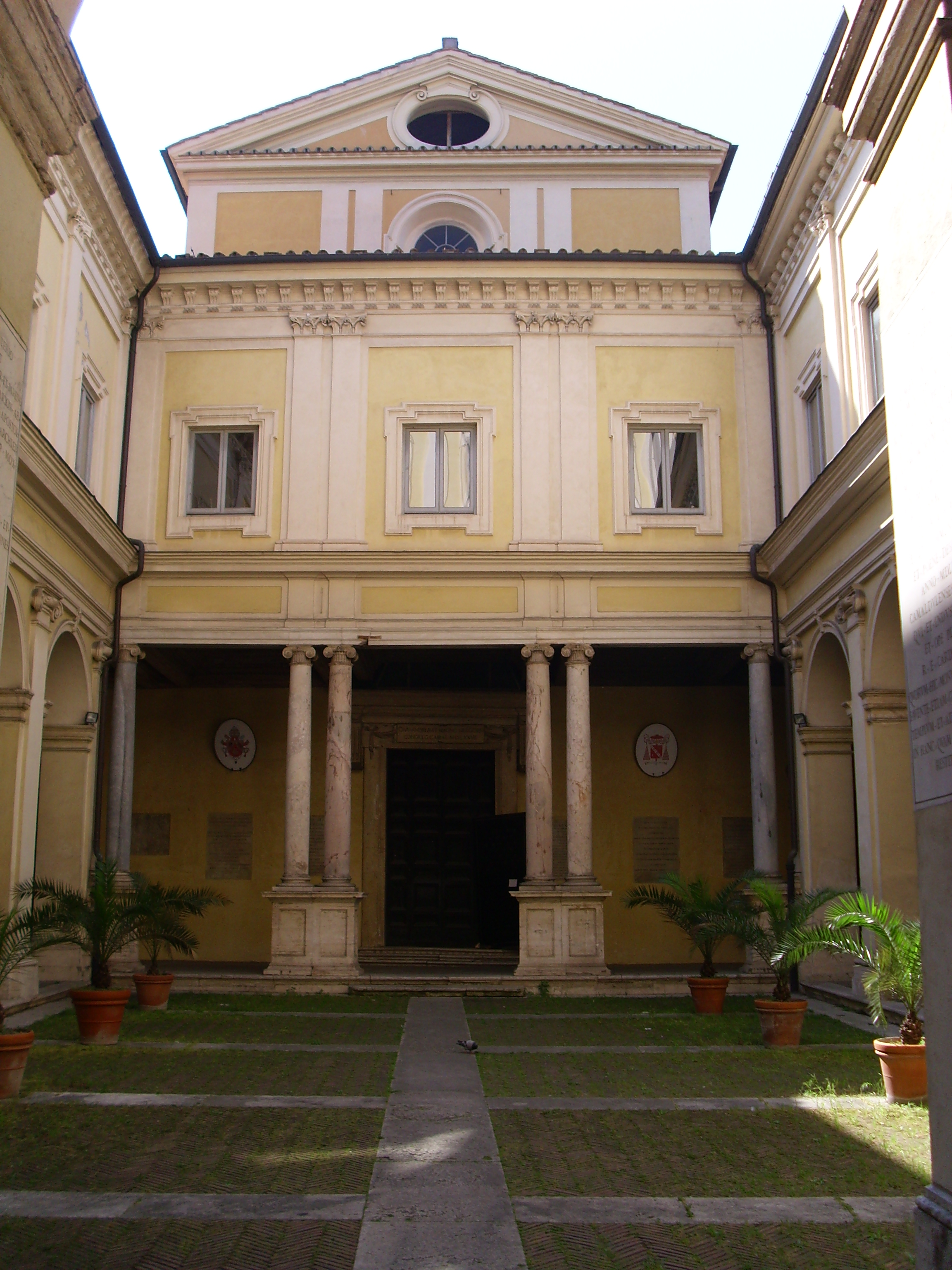
Portico della chiesa

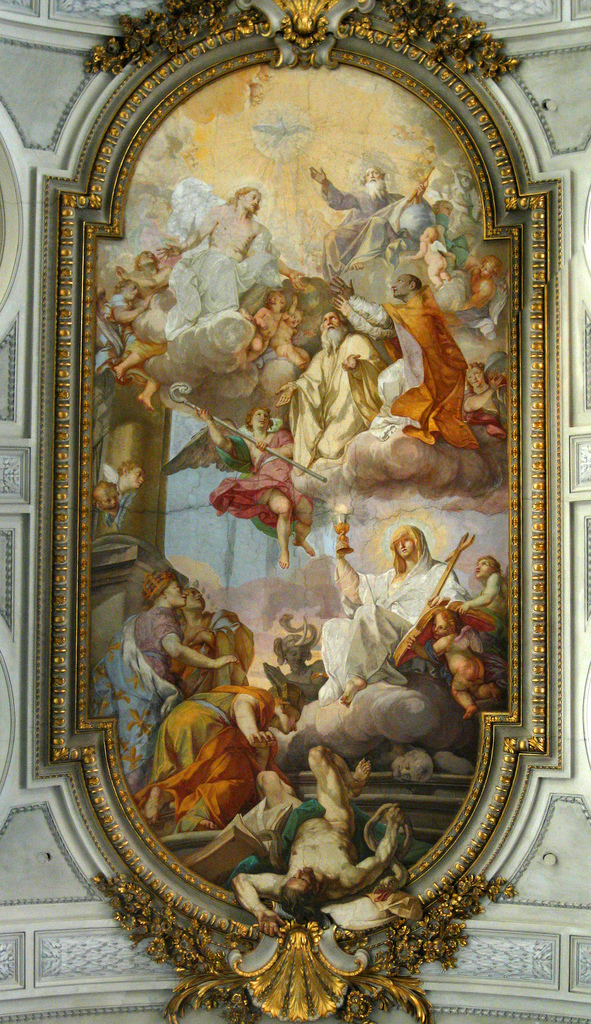
Affresco della volta: il Trionfo di San Gregorio (1727), di Placido Costanzi.

### Esterno
L'aspetto attuale è quello datogli da Giovanni Battista Soria nel 1629-1633; Francesco Ferrari (1725-1734) ha progettato l'interno.
Davanti alla chiesa si trova una lunga scalinata che sale da Via di San Gregorio, la strada che separa il Celio dal Palatino. La facciata, per stile e materiale utilizzato, ricorda quella di San Luigi dei Francesi; essa precede un cortile porticato sul quale si affaccia la chiesa vera e propria con una seconda facciata.
Il portico ospita alcune tombe che inizialmente si trovavano all'interno e che furono spostate qui quando il cardinale Borghese fece costruire il portico. Tra queste tombe una volta c'era anche quella della famosa cortigiana Imperia, amante del banchiere senese Agostino Chigi (1511) ma, un secolo dopo, al suo posto fu messa la tomba di un canonico di Santa Maria Maggiore, Lelio Guidiccioni.
La chiesa segue la tipica pianta basilicale, con una navata centrale divisa da quelle laterali da 10 antiche colonne di granito e da pilastri.

### Interno
L'interno è a tre navate con un profondo presbiterio in corrispondenza di quella centrale.
Il pavimento cosmatesco è del XIII secolo; il soffitto della navata centrale è ornato da un affresco realizzato nel 1727 da Placido Costanzi e raffigurante il Trionfo di San Gregorio Magno.
La decorazione comprende gli stucchi di Ferrari (1725). Sopra l'altare maggiore si trova una Madonna con i santi Andrea e Gregorio (1735) di Antonio Balestra.
Il secondo altare sulla sinistra ha la Madonna in trono con Santi e Beati della famiglia Gabrielli di Gubbio (Beato Forte, Beato Pietro, San Rodolfo vescovo e Beata Castora francescana), celebre opera di Pompeo Batoni (1732-33). Alla fine della navata, l'altare ha un bassorilievo di Luigi Capponi. Alla fine della navata si trova l'altare di San Gregorio Magno" con tre bassorilievi della fine del XV secolo.
In fondo alla navata sinistra si trova la Cappella Salviati, su progetto di Francesco da Volterra e terminata da Carlo Maderno nel 1600: include un antico affresco rappresentante la Madonna che secondo la tradizione parlava a san Gregorio, ed un altare di marmo di Andrea Bregno ed allievi (1469).
Sulla cantoria in controfacciata si trova l'organo a canne, costruito nel secondo quarto del XX secolo dalla ditta organaria Balbiani-Vegezzi-Bossi. A trasmissione elettro-pneumatica, ha due tastiere di 61 note ciascuna ed una pedaliera di 32.

## Oratori

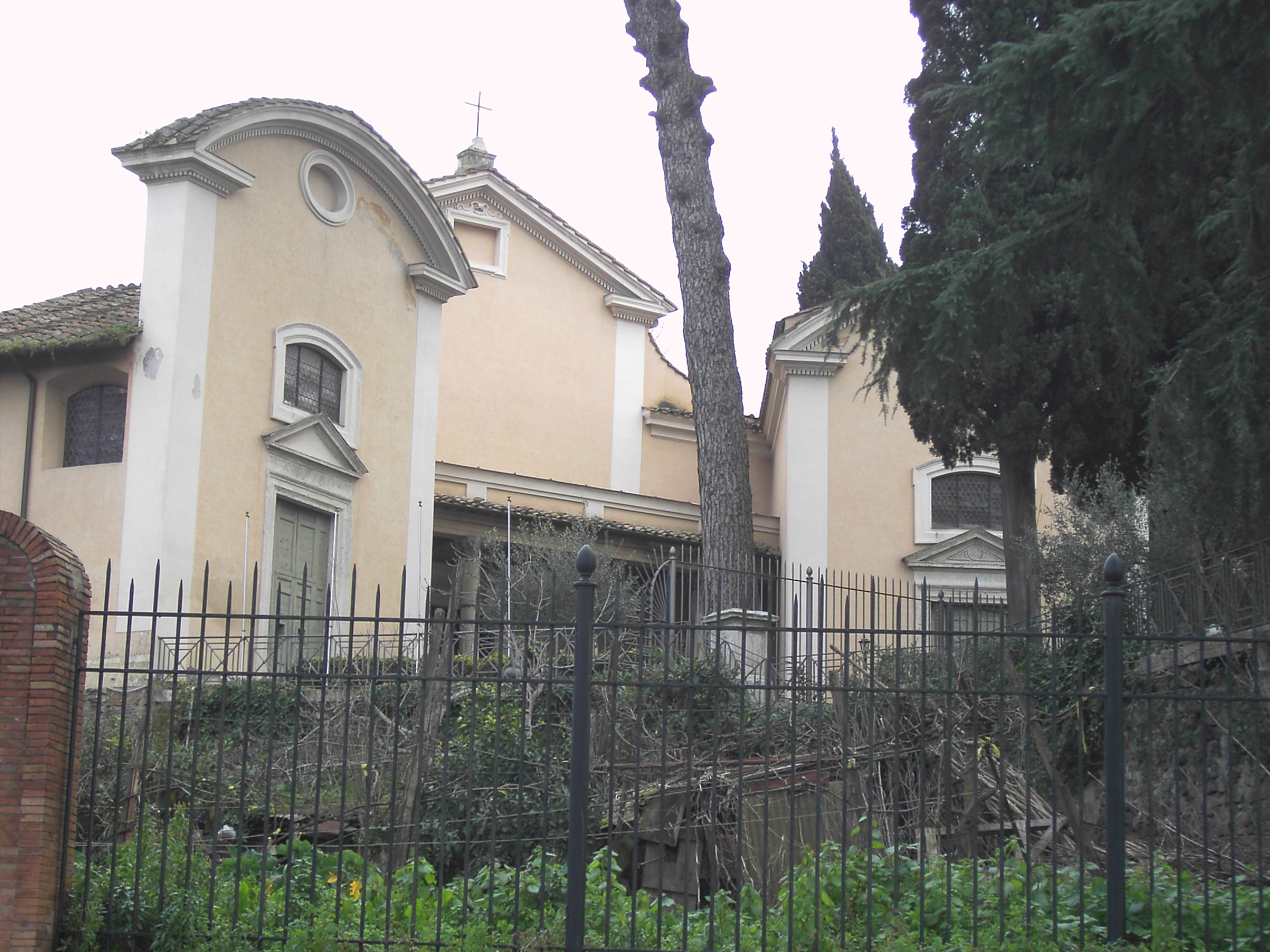
Gli oratori

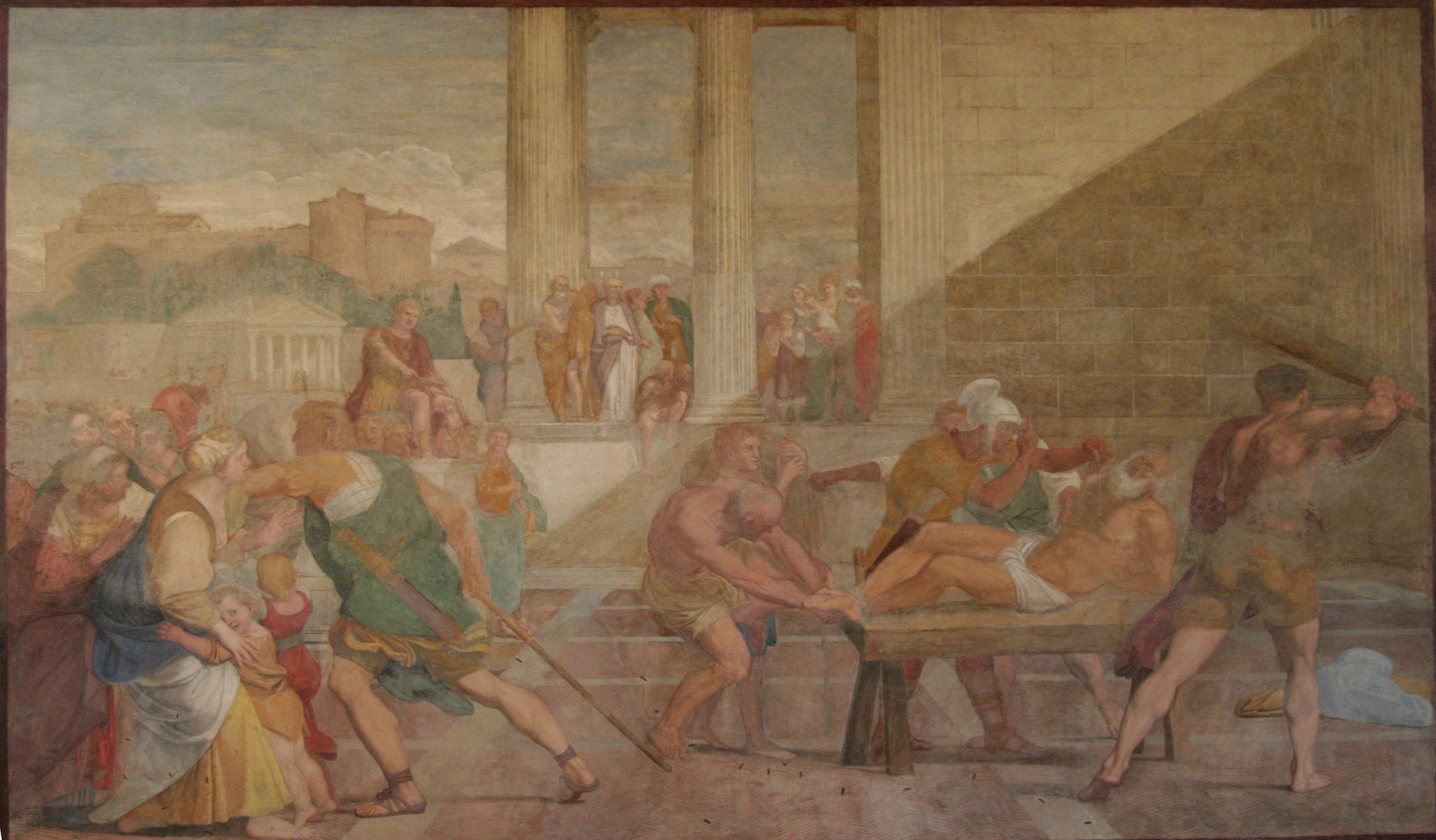
Domenichino, Flagellazione di Sant'Andrea, 1608, San Gregorio al Celio

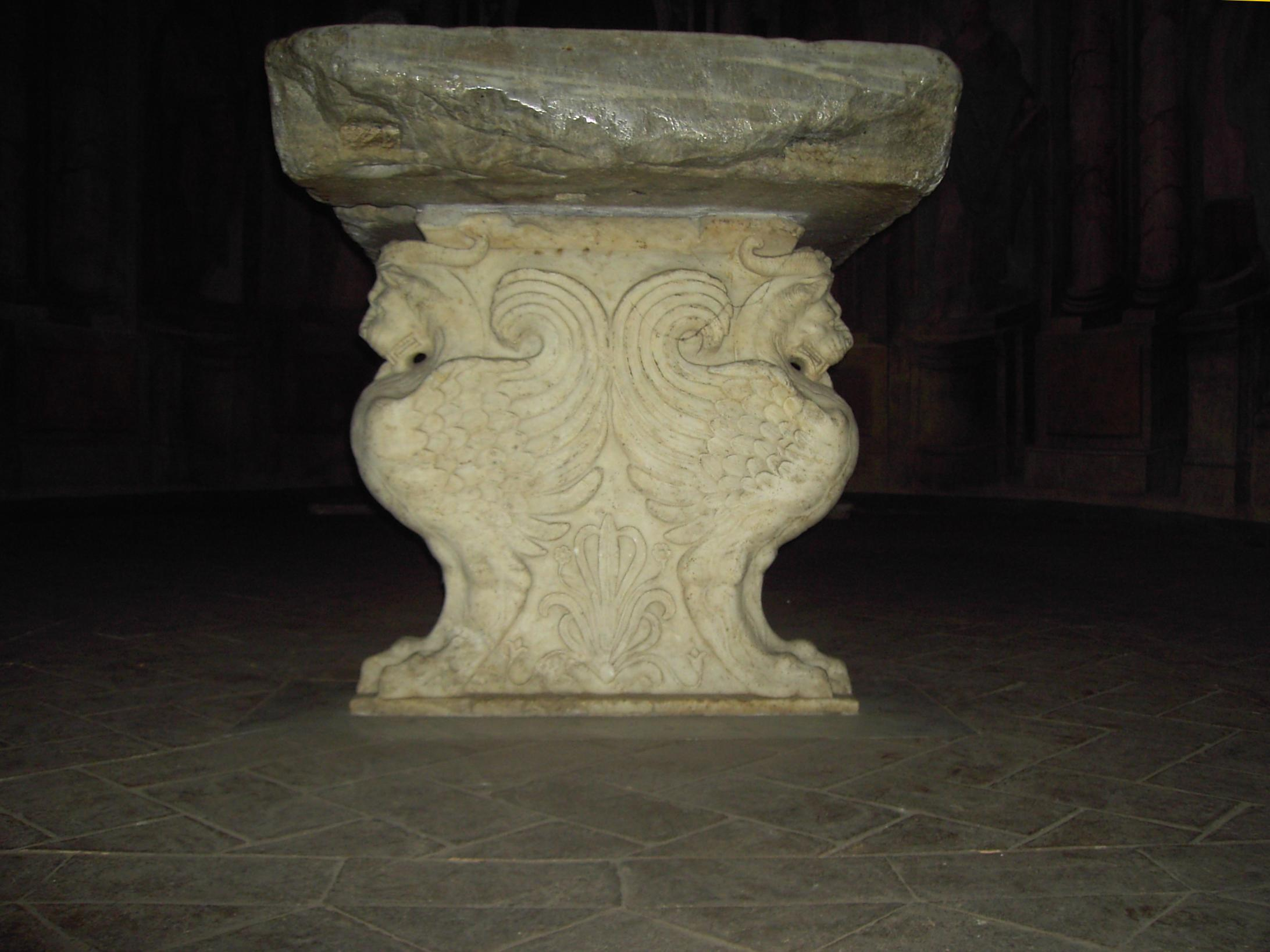
Oratorio di Santa Barbara: la mensa pauperum

Accanto a questa cappella è l'oratorio di papa Gregorio I dove si conserva ancora la sedia marmorea sulla quale sedette quel pontefice.
A sinistra della chiesa, strette intorno a un giardino, ci sono tre oratori commissionati dal cardinale Cesare Baronio all'inizio del XVII secolo, a memoria del monastero di san Gregorio.
L'area dei tre oratori comprende anche i resti della Biblioteca di Agapito e alcune sottostrutture del periodo dell'Impero romano che forse sono semplicemente delle tabernae, ma uno di questi locali mostra caratteristiche che vi hanno fatto ipotizzare un punto d'incontro dei primi cristiani ed una vasca battesimale.
Oratorio di Sant'Andrea
L'oratorio centrale ha affreschi della Flagellazione di sant'Andrea del Domenichino, restaurato da Carlo Maratta; un Santi Pietro e Paolo ed un Sant'Andrea al Tempio di Reni. In questo affresco la contadina sulla sinistra ha la stessa acconciatura ed atteggiamento della cosiddetta Beatrice Cenci che si trova a Palazzo Barberini.
Inoltre una Vergine con i santi Andrea e Gregorio del Pomarancio; e Santa Silvia e san Gregorio di Giovanni Lanfranco.
Oratorio di Santa Silvia
Situato sulla destra è dedicato alla madre di Gregorio è probabilmente è situato sopra la tomba della santa. La statua di Santa Silvia è di Nicolas Cordier e fu eseguita con la supervisione di Michelangelo. Questo oratorio ospita gli affreschi Concerto degli Angeli di Reni, San Damiano di Francesco Mancini (1679-1758) ed un David e Isaia di Badalocchio.
Oratorio di Santa Barbara
Questo oratorio ospita affreschi di Antonio Viviani (1602) e la statua di San Gregorio di Nicolas Cordier. Qui si trova anche il famoso cosiddetto triclinium, dove San Gregorio di persona serviva ogni giorno il pranzo a 12 poveri di Roma. La massiccia tavola di marmo è legata alla leggenda secondo la quale un angelo un giorno si sedette alla tavola vestito da povero e poi sparì d'improvviso.

## Nella cultura di massa

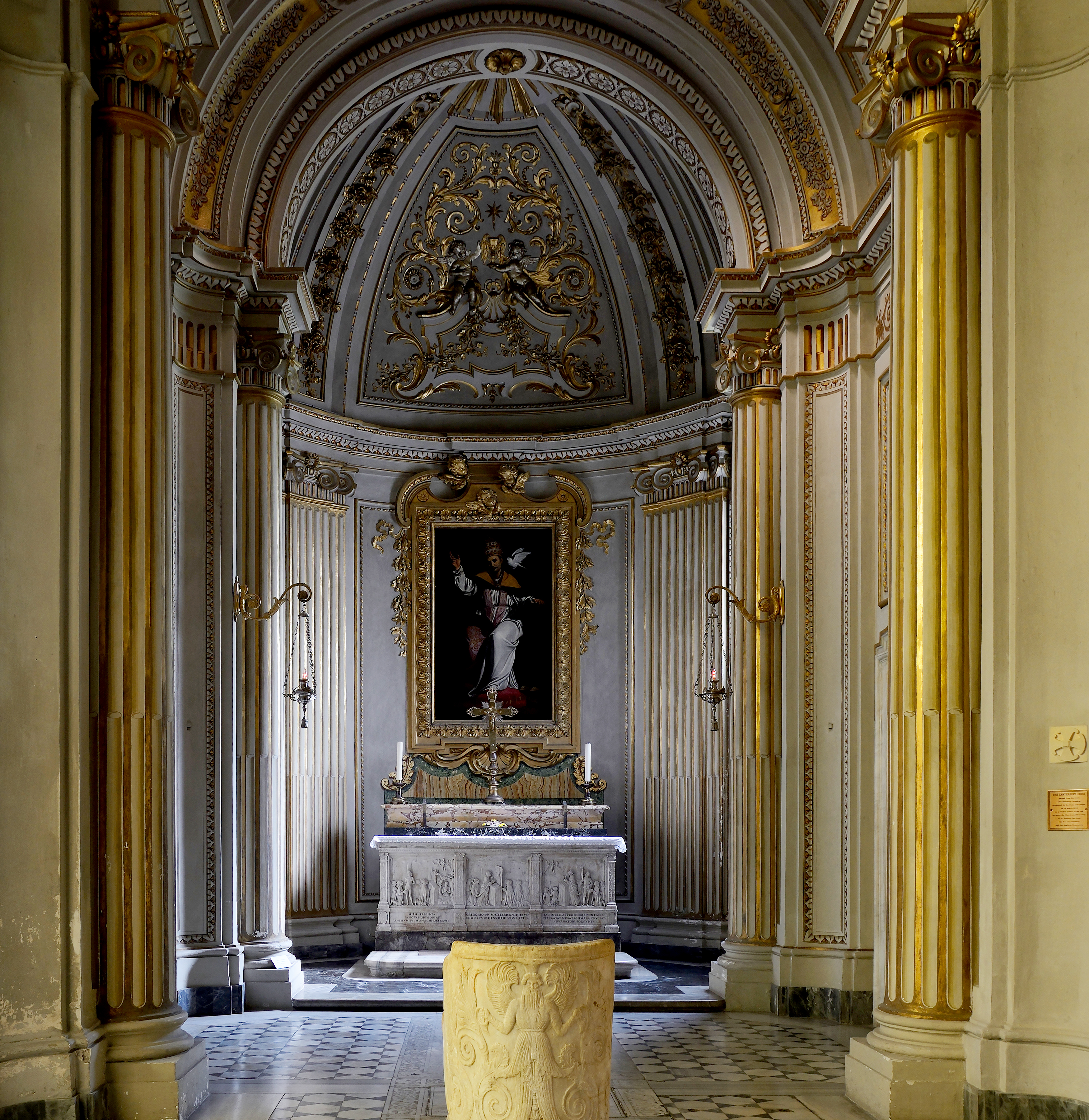
L'altare di S. Gregorio

Per la sua importanza e antichità, la chiesa di San Gregorio al Celio è una delle chiese più cariche di storia per il popolo romano, e il suo nome ricorre anche in due modi di dire tradizionali che vale la pena di citare.
- So' finite le messe a San Gregorio. Usata anche come proverbio, l'espressione significa: "Non c'è altro da fare, la pacchia è finita". Secondo l'ipotesi più accreditata, il modo di dire deriva dal privilegio di età remota concesso alla Chiesa di San Gregorio di dire messa un'ora dopo mezzogiorno, per consentire ai ritardatari di prendervi parte. Dopo quella, non c'erano altre messe.[6]
- Cantà le messe a San Gregorio. Vuol dire: "Risolvere tutto pagando un sovrapprezzo" e fa riferimento alla famosa messa gregoriana che, grazie alle speciali indulgenze, ha il potere di liberare l'anima del defunto dal Purgatorio e di inviarla direttamente in Paradiso. Per tale ragione, le messe di suffragio che venivano celebrate sull'altare di San Gregorio costavano il doppio di quelle comuni.[6]

## Collegamenti e dintorni
Nel raggio di 500 metri si trovano:
- Aventino

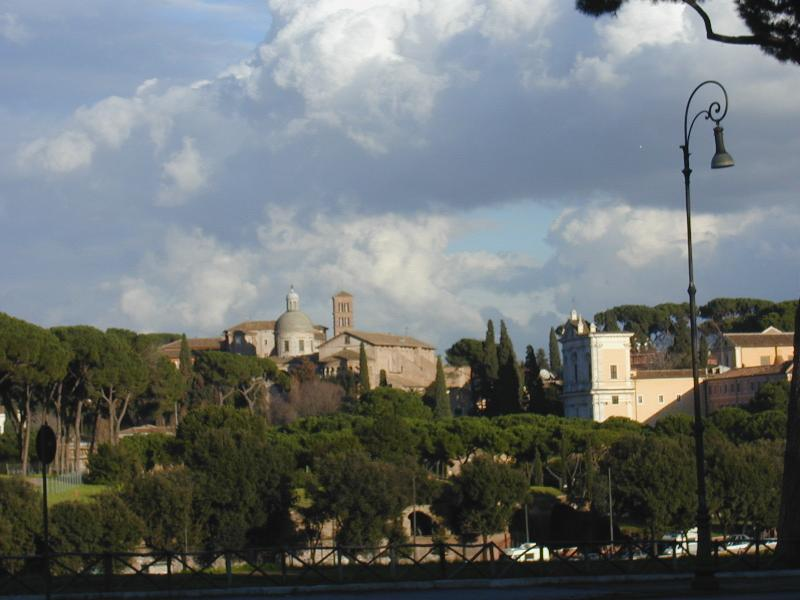
Il Celio con la Basilica dei Santi Giovanni e Paolo (a sinistra) e il complesso di San Gregorio (a destra) visti dal Circo Massimo

- Basilica dei Santi Giovanni e Paolo
- Circo Massimo
- Porta Capena
- Terme di Caracalla
- Palatino
- Passeggiata archeologica
- Villa Celimontana